# Massaker von Kondomari

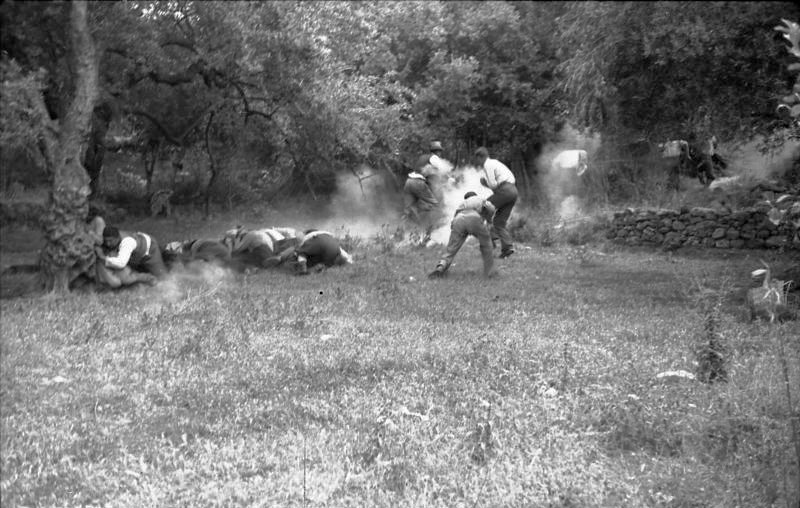
Foto der Erschießung

Gedenkstätte in Kondomari

Das Massaker von Kondomari war ein Massaker der deutschen Wehrmacht an der griechischen Zivilbevölkerung im Ort Kondomari an der Nordküste Kretas, in der Gemeinde Platanias etwa 15 km westlich von Chania. Das Massaker ereignete sich am 2. Juni 1941 während des Zweiten Weltkriegs.
Das Kriegsverbrechen ist in der Folge der Landung der deutschen Fallschirmjäger auf das durch Griechen und Briten verteidigte Kreta (so genannte Operation Merkur) zu sehen, die am 20. Mai 1941 begann. Die deutschen Einheiten standen dabei unter dem Befehl von General der Flieger Kurt Student. Bei der Landung stießen die Deutschen auf heftigen Widerstand, an dem sich die Zivilbevölkerung und Partisanen beteiligten.
Diese sollen deutsche Fallschirmjäger des III. Bataillons des Luftlande-Sturm-Regiments 1 getötet haben und nach deutscher Darstellung dabei mit besonderer Härte vorgegangen sein, was die militärische Führung dazu veranlasste, mit brutalen Repressalien zu reagieren. Explizit ist im Befehl zu den „Vergeltungsmaßnahmen“, der am 31. Mai von Student erlassen wurde, davon die Rede, dass dabei geltendes Kriegsrecht und entsprechende Gerichte unberücksichtigt bleiben sollen, auch von Niederbrennen von Orten, von Erschießungen und von „Ausrottung“ ist die Rede. Daraufhin kam es in mehreren Orten zu Massenerschießungen.
So wurden auch die männlichen Bewohner der Ortschaft Kondomari zusammengetrieben, in einen Olivenhain gebracht und auf Befehl von Oberleutnant Horst Trebes dort erschossen. Die genaue Zahl der Opfer ist nicht völlig gesichert, auf dem Gedenkstein sind 23 Namen verzeichnet. Der Ort Kondomari selbst wurde zerstört.
Die Erschießung der Zivilisten wurde vom Fotografen Franz-Peter Weixler im Auftrag der Propagandakompanien der Wehrmacht fotografiert. Im November 1945 gab er gegenüber dem Nürnberger Kriegsverbrechertribunal einen schriftlichen Augenzeugenbericht über die Erschießungen ab. Er soll wegen der Weitergabe der Fotos von der Gestapo verhaftet und für anderthalb Jahre inhaftiert worden sein. Student wurde später wegen Kriegsverbrechen zu fünf Jahren Haft verurteilt, jedoch nach einer Berufungsverhandlung 1948 entlassen.
Nach dem Zweiten Weltkrieg wurde Kondomari wieder aufgebaut und ist heute ein kleiner Urlaubsort mit Ferienunterkünften.